# Oscar Doval García (banquero)

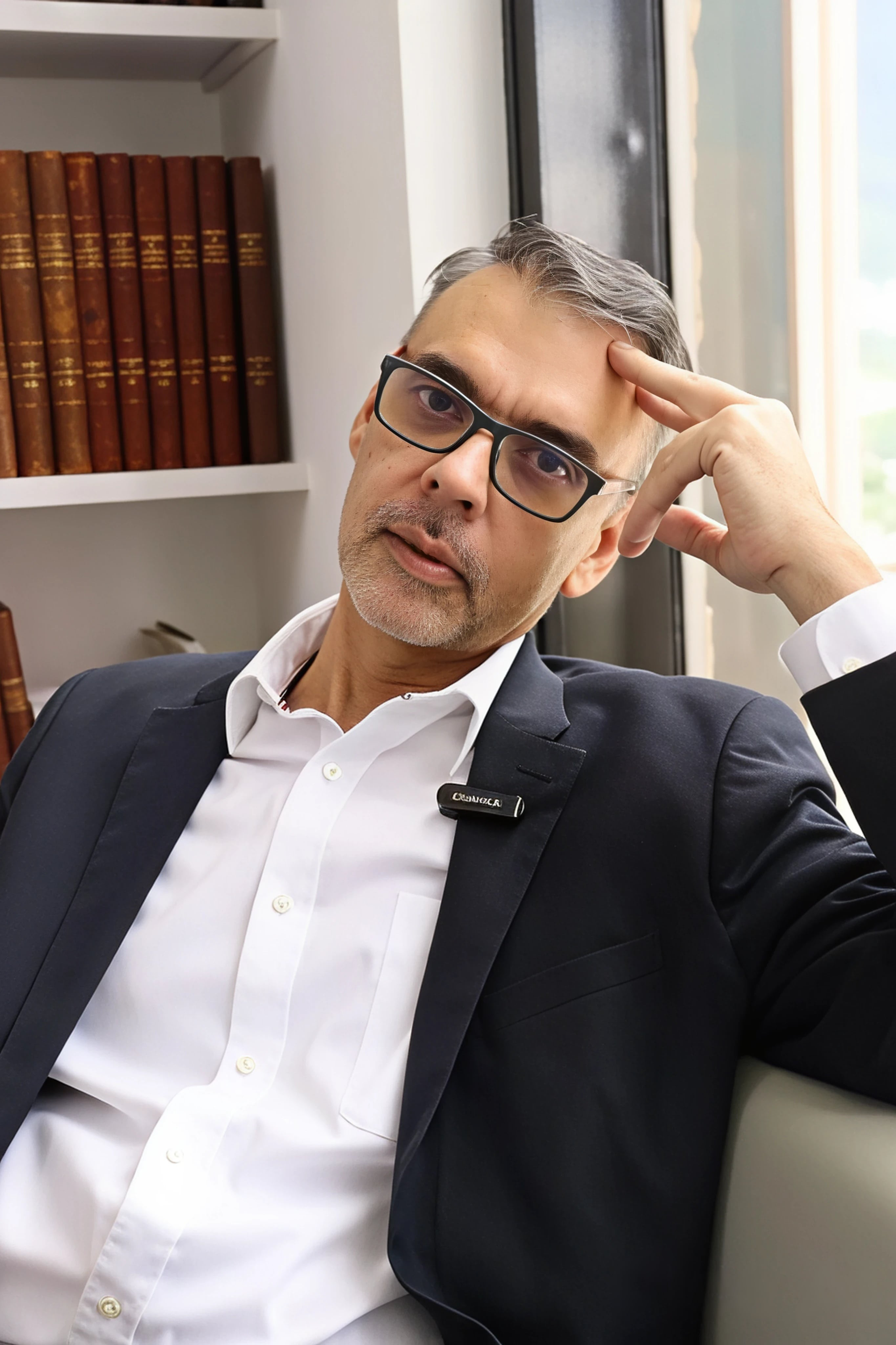
Oscar Doval García

Oscar Doval García es un neuropsiquiatra, experto financiero y escritor venezolano.
Ha ocupado cargos de liderazgo en la banca comercial, la banca de inversión y los mercados financieros, incluyendo su rol como expresidente y CEO de Banesco Bank en Venezuela. Oscar Doval fue director corporativo de Banesco desde 2011, siendo responsable principalmente de la estrategia corporativa y los recursos humanos.

## Educación
Oscar Doval García se graduó en Medicina en la Universidad Central de Venezuela (UCV) y se especializó en Neuropsiquiatría en la Universidad de Illinois en Chicago. Además, ha cursado estudios en finanzas, banca y economía internacional en la Universidad de Yale, la Universidad George Washington y el Instituto Europeo de Gobierno Corporativo.

## Carrera profesional
Después de graduarse de la escuela de medicina, Doval se especializó en neuropsiquiatría en la Universidad de Illinois en Chicago, haciendo la transición de la medicina a las finanzas. Oscar Doval cuenta con una amplia experiencia en la banca comercial, la banca de inversión y los mercados de capitales. En enero de 2000, comenzó su carrera como Gerente de Consultoría Organizacional en Humana DBI, cargo que desempeñó hasta diciembre de 2008. En diciembre de 2008, pasó a la gestión empresarial, asumiendo el rol de Gerente General en EN Persona Consulting Group.
En enero de 2010, también asumió el cargo de Socio Director en Moore GSF, donde trabaja con estrategia corporativa y consultoría organizacional.
En 2011, se incorporó a Banesco Internacional como Director Corporativo de Estrategia, Capital Humano y Gobierno Corporativo.
En 2017-2018, fue nombrado Presidente y director general de Banesco Banco Universal.
Doval renunció al grupo Banesco en 2018 cuando el banco fue intervenido por el gobierno venezolano y 11 directores y ejecutivos fueron detenidos arbitrariamente durante un mes. Tras las investigaciones, la Fiscalía y los tribunales venezolanos desestimaron el caso de Oscar Doval. En 2018, pasó a ser Director en Rendivalores Casa de Bolsa, C.A., seguido por su nombramiento como Director en Venecápital - Asociación Venezolana de Capital Privado, A.C.
En agosto de 2020, asumió el cargo de Presidente de Rendivalores Casa de Bolsa de Productos Agrícolas C.A.
Desde 2020, Doval se desempeña como presidente del grupo financiero Rendivalores, que incluye varias casas de bolsa y fondos de inversión en Venezuela y otros países de América Latina.

## Vida personal
Oscar Doval ha estado casado durante 25 años con Mara Da Ruos, una psicóloga clínica nacida en Argentina, con quien tiene tres hijos.
Óscar Doval se formó en pintura y escultura en la Escuela Tecnica de Artes Visuales Cristobal Rojas. Su pasión artística se reavivó en 2020 durante la enfermedad de su padre y la pandemia. Esto dio lugar a su primera exposición en octubre de 2023, titulada "El Álbum Familiar: Una Poética de la Ausencia", que presentaba obras gráficas, pinturas y esculturas que exploraban temas de la memoria y la ausencia. En diciembre de 2024, su primera novela, “Tú me acostumbraste…”, fue presentada en la Feria del Libro de Guadalajara en México.